# Agroeca
Knapiatek (Agroeca) – rodzaj pająków z rodziny obniżowatych.

## Opis
Średnich rozmiarów pająki o zwartej budowie ciała. W zarysie jajowaty, o szerokości wynoszącej około ¾ długości karapaks ma niewystającą część głowową i głębokie, wyraźnie widoczne jamki. Owłosienie karapaksu jest krótkie i położone. Ośmioro zbliżonych rozmiarami oczu rozmieszczonych jest ciasno. W widoku od góry przednie pary oczu leżą w linii prostej, natomiast w widoku z przodu para przednio-środkowa leży nieco wyżej niż przednio-boczna. Tylny rząd oczu jest dłuższy, a oczy tylno-środkowe leżą wyraźnie dalej z tyłu niż tylno-boczne. Odległości między kolejnymi oczami tylnego rzędu są równe. Wysokość nadustka jest trochę większa niż szerokość oka z pary przednio-środkowej. Dość tęgie i krótkie szczękoczułki mają 3 ząbki na krawędzi przedniej i 2 lub 3 na krawędzi tylnej. Szczęki mają brzegi przednio-boczne ustawione równolegle. Opistosomę (odwłok) cechuje stożeczek zastąpiony sześcioma szczecinkami. Nadstopia dwóch początkowych par odnóży zaopatrzone są w po trzy pary kolców na stronie spodniej. Pierwsza para odnóży ma ponadto dwie pary kolców na spodzie goleni, trzy pary kolce na grzbietowej stronie uda i jeden lub dwa kolce na jego stronie przednio-bocznej. Czwartą parę odnóży cechuje głęboko wcięty krętarz. Kądziołki przędne są dwuczłonowe, a ich tylna para jest najdłuższa.

## Rozprzestrzenienie
Takson głównie holarktyczny. Poza Palearktyką i Nearktyką po jednym gatunku stwierdzono w Peru, Kolumbii i Indiach. W Europie występuje 20 gatunków, z czego w Polsce stwierdzono 5 (zobacz: obniżowate Polski).

## Taksonomia
Rodzaj ten wprowadzony został w 1861 roku przez Niklasa Westringa dla pojedynczego, gatunku opisanego przez Karla Ludwiga Kocha jako Philoica linotina, który później został zsynonimizowano z Agroeca brunnea. Późniejsze przebadanie zbioru Westringa wykazało jednak, że osobniki oznaczone przez niego jako linotina należą w rzeczywistości do Agroeca proxima, stąd Torbjörn Kronestedt sugeruje w pracy z 2009, że to A. proxima uznać należy gatunkiem typowym rodzaju.
Dotychczas opisano około 30 gatunków:

- Agroeca agrestis Ponomarev, 2007
- Agroeca annulipes Simon, 1878
- Agroeca aureoplumata Keyserling, 1879
- Agroeca bonghwaensis Seo, 2011
- Agroeca brunnea Blackwall, 1833 – knapiatek brązowy
- Agroeca coreana Namkung, 1989
- Agroeca cuprea Menge, 1873
- Agroeca debilis O. P.-Cambridge, 1885
- Agroeca dentigera Kulczyński, 1913
- Agroeca dubiosissima Strand, 1908
- Agroeca flavens O. P.-Cambridge, 1885
- Agroeca gangotrae Biswas & Roy, 2008
- Agroeca guttulata Simon, 1897
- Agroeca inopina O. P.-Cambridge, 1886
- Agroeca kamurai Hayashi, 1992
- Agroeca kastoni Chamberlin & Ivie, 1944
- Agroeca lusatica L. Koch, 1875
- Agroeca maculata L. Koch, 1879
- Agroeca maghrebensis Bosmans, 1999
- Agroeca makarovae Esyunin, 2008
- Agroeca minuta Banks, 1895
- Agroeca mongolica Schenkel, 1936
- Agroeca montana Hayashi, 1986
- Agroeca ornata Banks, 1892
- Agroeca parva Bosmans, 2011
- Agroeca pratensis Emerton, 1890
- Agroeca proxima O. P.-Cambridge, 1871
- Agroeca spinifera Kaston, 1938
- Agroeca trivittata Keyserling, 1887